# Ha Tae-kwon
Dans ce nom coréen, le nom de famille, Ha, précède le nom personnel.
Ha Tae-kwon est un joueur de badminton sud-coréen né le 30 avril 1975.
Avec Kim Dong-moon, il est médaillé de bronze en double hommes aux Jeux olympiques de 2000 à Sydney, puis champion olympique en double hommes aux Jeux olympiques d'été de 2004 à Athènes .